# Поммершайм, Джон
Джон Марк Поммершайм (англ. John Mark Pommersheim; род. 10 апреля 1964, Питтсбург, Пенсильвания, США) — американский дипломат. Посол Соединённых Штатов Америки в Таджикистане с 22 февраля 2019 года до 2 декабря 2022 года.

## Биография
Джон Поммершайм родился в 1964 году в Питтсбурге, штат Пенсильвания, в семье профессора Бакнелльского университета. Поммершайм с отличием окончил Бакнеллский университет, где он изучал русский язык, политологию и экономику, и Государственный институт русского языка имени А. С. Пушкина по стипендии Министерства обороны. У него также имеется степень магистра Колумбийского университета в области международных отношений.

### Карьера
Поммершайм является профессиональным сотрудником Высшей дипломатической службы; поступил на дипломатическую службу в 1990 году. До того, как поступить на работу в Государственный департамент, Поммершайм работал в Turner Broadcasting System в Москве, а также в ЮСИА во время проведения выставки по информационным технологиям США в Тбилиси, Ташкенте и Иркутске.
В 1992 году Поммершайм стал одним из первых американских дипломатов, которые начали работу в посольстве США в Беларуси, где до 1994 года занимался вопросами политики и экономики.
- В 1994—1997 годах — помощник по особым поручениям посла США в Бонне и в отделе по политическим вопросам посольства США в Германии[2].
- В 1997—1999 годах — сотрудник отдела по делам России в Государственном департаменте США[2].
- В 2003—2004 годах — глава отдела внешней политики и вопросов американо-китайских отношений посольства США в Пекине[2].
- В 2004—2007 годах — генеральный консул, главное должностное лицо в консульстве США во Владивостоке[1][2].
- В 2007—2015 годах — работа на различных должностях в Государственном департаменте, включая роль директора Управления по делам Кавказа и региональным конфликтам.
- В 2015—2018 годах — заместитель главы дипмиссии США в Казахстане[1].

18 сентября 2018 года президент Дональд Трамп назначил Поммершайма следующим послом Соединённых Штатов в Таджикистане. 2 января 2019 года его кандидатура была подтверждена голосованием в Сенате Соединённых Штатов. Он был приведён к присяге 22 февраля 2019 года и прибыл в Таджикистан 11 марта 2019 года. 15 марта 2019 года Поммершайм вручил свои верительные грамоты президенту Таджикистана Эмомали Рахмону. Покинул свой пост 2 декабря 2022 года.
В феврале 2023 года был назначен заместителем помощника Государственного секретаря США по делам Южной и Центральной Азии, курируя отношения с Афганистаном, Казахстаном, Кыргызстаном, Таджикистаном, Туркменистаном и Узбекистаном. 

### Личная жизнь
Джон Поммершайм женат на Наталье Матюшевской, которая работает в области образования. Пара имеет трёх сыновей — Артура, Эндрю и Джеймса. Артур Поммершайм является военно-морским офицером, Эндрю — выпускник Корпуса подготовки офицеров запаса Мэрилендского университета, Джеймс — студент Чарлстонского колледжа.
Владеет несколькими иностранными языками, включая русский, немецкий, китайский и японский.